# Климатическая доктрина Российской Федерации
Климатическая доктрина Российской Федерации — основной документ, в котором формулируется единая государственная политика Российской Федерации в отношении глобального изменения климата и его последствий. В первой редакции доктрина была утверждена по распоряжению президента РФ Дмитрия Медведева 17 декабря 2009 года, обновлённый вариант документа был принят 26 октября 2023 указом президента Владимира Путина.
В климатической доктрине Российской Федерации поставлена цель достичь углеродной нейтральности к 2060 году. Документ признаёт необходимость активных действий по борьбе с глобальным изменением климата и серьёзность угроз, которые оно несёт населению страны, национальным интересам и безопасности.
Доктрина является базовым документом для построения климатической политики России. Признавая позитивным наличие чётко обозначенной системы взглядов, эксперты указывают на многочисленные недочёты в тексте и формулировках. Кроме того, Россия фактически не планирует снижать выбросы парниковых газов, поскольку установленные целевые показатели превышают современные.

## Редакция 2009 года
Предшественницей Климатической доктрины стала принятая 31 августа 2002 года Экологическая доктрина РФ. В этом документе не освещались климатические вопросы, упоминалась только «исследования возможного глобального и регионального изменения климата и его последствий для природной среды».
Первая Климатическая доктрина Российской Федерации была утверждена распоряжением президента РФ Дмитрия Медведева № 861-рп от 17.12.2009 года. Как указано в преамбуле документа, его правовую основу составляют Конституция Российской Федерации, федеральные законы и нормативные правовые акты, Рамочная конвенция ООН об изменении климата и другие международные договоры. Доктрина стала основополагающим документом для построения и реализации государственной политики в области изменения климата. В ней сформулирована система взглядов на цель, принципы, содержание и пути реализации единой государственной политики в области климата.
Текст доктрины 2009 года насчитывал 19 страниц и делился на 6 разделов, включавших в общей сложности 44 пункта. Изменение климата называлось в нём «одной из важнейших международных проблем XXI века», а «беспрецедентно высокая скорость глобального потепления, наблюдаемая в течение последних десятилетий», определялась как «вызывающая особенную обеспокоенность». Хотя принятие доктрины являлось важным шагом, эксперты отмечали слабые стороны документа — например, в нём предполагалась только адаптация российской экономики к текущему и ожидаемому изменению климата, а не попытка противодействия этому изменению. К недостаткам относилось и отсутствие конкретных измеримых целей и параметров, таких как концентрация углекислого газа или рост средней приземной температуры воздуха.
В доктрине отмечалось, что «исключительное <…> разнообразие и масштабы изменений климата регионов Российской Федерации и его последствий <…> является естественным следствием больших размеров территории и большого многообразия природных условий». На специальной пресс-конференции в день подписания документа помощник президента Аркадий Дворкович заявил, что «доля влияния человека на климатические изменения остается трудно вычислимой и неясной. Значительная часть климатических изменений связана с глобальным долгосрочными трендами, и, что бы мы ни сделали, скорее всего, какие-то изменения будут продолжаться в силу естественных причин, поэтому мы должны будем принимать меры». В академической среде, однако, мнение о антропогенном характере глобального изменения климата является консенсусным, отличается только оценка степени воздействия человека.

### Меры по практической реализации
25 апреля 2011 года правительство РФ выпустило распоряжение № 730-р, утвердившее комплексный плана реализации Климатической доктрины Российской Федерации на период до 2020 года. В нём поручалось обеспечить выполнение плана федеральным органам исполнительной власти, а субъектам рекомендовалось руководствоваться этим планом при формировании региональных программ социально-экономического развития.
Практическая реализация положений доктрины, по оценкам многих экспертов, не стала приоритетной экономической и политической задачей страны. Россия отказалась от участия во втором периоде Киотского протокола, а также последовательно ставила в приоритет наращивание нефтегазового экспорта. В середине 2010-х климатическую политику государства характеризовали как «много слов, но мало дела», а уже в 2015-м правительство стало активно принимать законы, ограничивающие действие в стране международных эколого-климатических неправительственных организаций, которые выступали главной движущей силой инициатив, направленных на борьбу с изменением климата.
29 октября 2021 года была принята «Стратегия долгосрочного развития с низким уровнем выбросов парниковых газов до 2050 года», которая предполагает реализацию принципов, изложенных в доктрине, и соответствует положениям Парижского соглашения. Дополнительно был утверждён «План реализации Климатической доктрины до 2030 года», который, по мнению экспертов, стал избыточным.

## Редакция 2023 года
26 октября 2023 года Владимир Путин подписал указ об утверждении новой климатической доктрины, предыдущая версия документа была признана утратившей силу. Как отмечали журналисты, обновление доктрины было приурочено к очередному раунду климатических переговоров COP28, прошедших в Дубае 30 ноября по 12 декабря 2023 года. Документ составлялся в рамках обязательств российской стороны по разработке политики и мер в области климата, предусмотренных Рамочной конвенцией ООН об изменении климата. В новой редакции доктрины поставлена цель достичь углеродной нейтральности к 2060 году.
Текст нового документа на 90 % повторяет доктрину 2009 года. Он насчитывает 21 страницу, делится на 5 разделов, включающих в общей сложности 70 пунктов.В новом варианте перечислены следующие основные направления реализации климатической политики РФ:
- развитие нормативно-правовой базы и госрегулирования в области климата;
- совершенствование экономических механизмов, которые способствуют принятию мер по адаптации и митигации антропогенного изменения климата;
- их научное, информационное и кадровое обеспечение;
- развитие международного сотрудничества в области климата[20].

## Оценки и анализ
Новая версия Климатической доктрины, принятая в 2023 году, получила неоднозначные оценки экспертов. Позитивным новшеством стало появление в тексте задачи по «регуляторных и экономических механизмов стимулирования сокращения выбросов и увеличения поглощений». В целом отмечено наличие прогресса относительно первой редакции, однако общая постановка приоритетов вызвала вопросы: технологический и идейный суверенитет и политические интересы в доктрине поставлены выше климатических. Так, углеродная нейтральность обозначена как служебная цель, а «технологическая нейтральность» позволяет учитывать экологически неоднозначные атомную и гидроэнергетику. Эксперты же полагают, что, хотя экономические издержки и сложности могут быть значительными, цели сохранения здоровья людей должны быть ведущим мотивом при проведении экономической политики.
Скепсис экспертов вызвало также появление в доктрине упоминаний «положительных» последствий изменения климата (снижение расходов на отопление зданий и облегчение коммерческих исследований в Арктике из-за таяния полярных льдов).
По мнению эксперта Михаила Юлкина, третий пункт доктрины не в достаточной мере ясно определяет её положение в иерархии национальных документов климатической политики. Логично, что доктрина должна иметь приоритет в том числе над «Стратегией социально-экономического развития Российской Федерации с низким уровнем выбросов парниковых газов до 2050 года», однако по тексту она лишь «развивает положения» стратегии, что, по мнению Юлкина, является постановкой «телеги впереди лошади». В пятом пункте доктрины он отметил как явные стилистические ошибки («проводимых результатов исследований» вместо «результатов проводимых исследований»), так и противоречие консенсусному мнению научного мира — по тексту доктрины, неблагоприятные для человека и окружающей среды последствия вызваны не антропогенным воздействием, а естественной изменчивостью климата. По мнению Юлкина, 13-й пункт прямо противоречит 6-му: в 6-м говорится о примате политических методов над научными, а в 13-м — наоборот. В целом в тексте 13-го пункта смешано слишком много разноплановых аспектов: и разнообразие климатических условий, и не конкретизированные геополитические интересы, и демографические проблемы. 15-й пункт документа гласит, что в 1990-х Россия «внесла наиболее существенный вклад в достижение Сторонами Рамочной Конвенции одной из ее целей — возвращение к концу десятилетия (1990-х годов) к прежнему уровню антропогенных выбросов парниковых газов», однако на деле в 1990-х экономика РФ была в глубоком кризисе и выбросы парниковых газов снизились только из-за падения объемов промышленного производства, а ратифицировала Киотский протокол страна только в 2004-м году. Согласно 18-му пункту, цели по ограничению выбросов парниковых газов превышают фактические показатели 2023 года на 40 %. Как отметил эксперт по климатической политике Василий Яблоков, среди прочего, в редакции доктрины от 2023 года нет прямого упоминания о том, что использование ископаемого топлива напрямую влияет на климат и основным методом борьбы с его изменением является отказ от нефти, угля и газа, предполагается, что и впредь топливно-энергетический комплекс страны будет преимущественно опираться на ископаемое топливо.